# Sonnensittich
Der Sonnensittich (Aratinga solstitialis) ist ein südamerikanischer Papagei.

## Merkmale

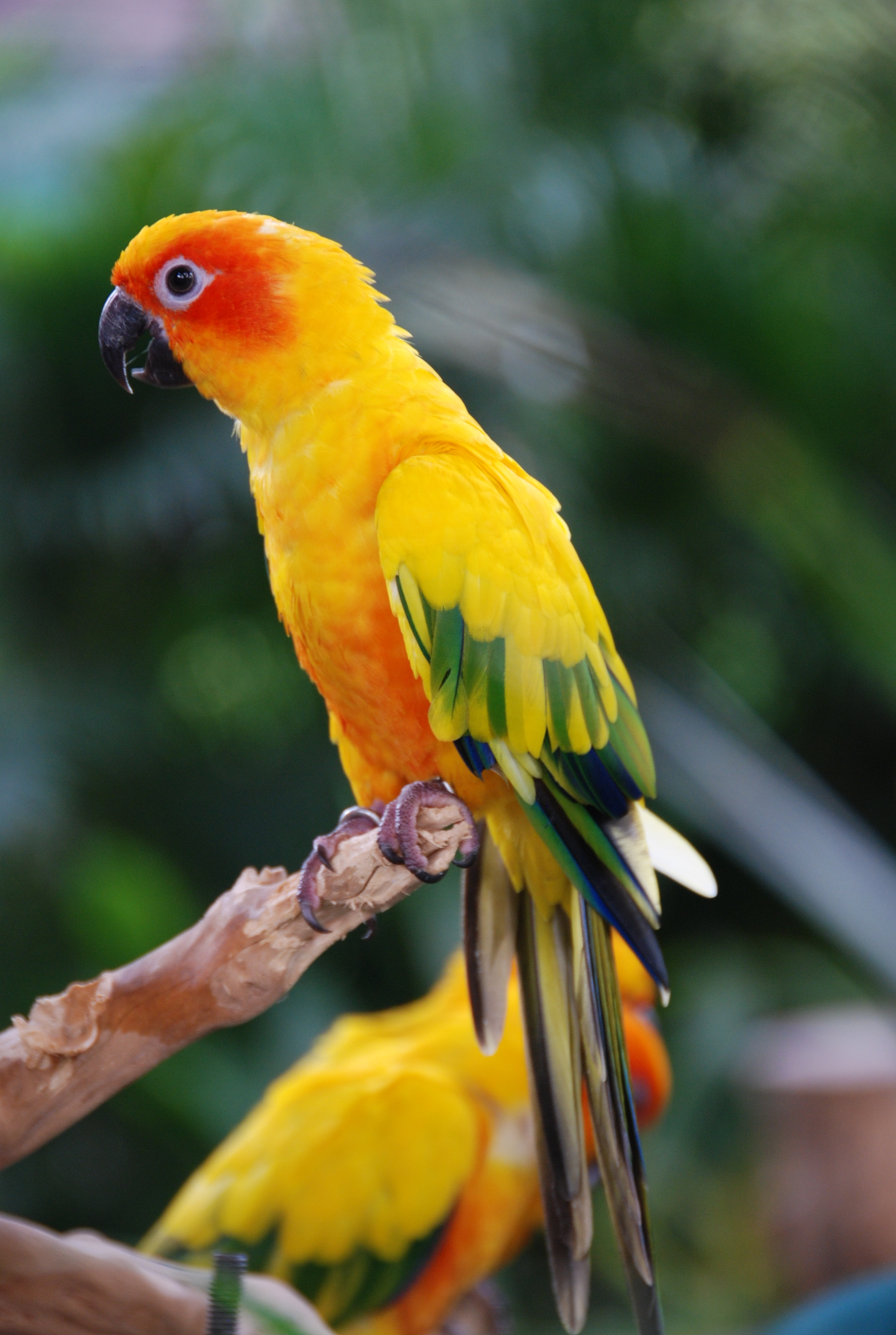

Der 30 cm lange Sonnensittich ist gewöhnlich gelb, orange und rot gefärbt, Flügel und Schwanz sind grün, leicht dunkelblau schimmernd. Das Gefieder der Jungvögel ist anfangs grün-gelb durchsetzt, die volle Ausfärbung findet mit etwa 9 Monaten statt.
Der schrille, zweisilbige Ruf wird häufig in Bäumen oder im Flug ausgestoßen. Der Flug ist schnell und geradlinig. Die durchschnittliche Lebenserwartung eines Sonnensittichs liegt bei ca. 20–30 Jahren.

## Vorkommen
Der Vogel lebt in lichten Wäldern, Palmenhainen, Savannen in Nordostbrasilien, Französisch-Guyana und Venezuela.

## Bestandsituation
Der Bestand galt laut der „Roten Liste“ der IUCN bis 2008 noch als häufig vorkommend, und somit hatte der Sonnensittich die Bedrohungsstufe LC (least concern, geringste Bedrohungsstufe). Im Mai 2008 wurde er hochgestuft auf EN (endangered, gefährdet).
Zum Vergleich: Dort finden sich auch der Hyazinthara, die Kaiseramazone oder der Goldsittich. Der Bestand wird nur noch auf 1.000 bis 2.500 Tiere mit stark fallender Tendenz geschätzt.

## Verhalten
Der Sonnensittich lebt in kleineren Gruppen, wenn aber das Nahrungsangebot besonders üppig ist, scharen sie sich zu größeren Schwärmen zusammen.
Der Vogel sucht in Bäumen nach Früchten, Nüssen, Sämereien und Blüten und frisst am Boden vor allem Kaktusfrüchte.

## Fortpflanzung
Der Sonnensittich kann sich das ganze Jahr über fortpflanzen, paart sich aber vorwiegend im Frühling. Der Vogel brütet in lockeren Kolonien und baut das Nest in Höhlen von Palmen oder anderen Bäumen. Das Weibchen bebrütet drei oder vier Eier rund 23 Tage lang. Die Jungvögel, die mit etwa 50 Tagen flügge werden, bleiben danach gewöhnlich aber noch eine ganze Weile bei den Eltern und werden mit etwa zwei Jahren geschlechtsreif.